# Genetic Species
Genetic Species is een computerspel dat werd ontwikkeld door Marble Eyes Development en uitgegeven door Vulcan Software Limited. Het spel kwam in 1998 uit voor de Commodore Amiga. 

## Ontvangst
| Beoordeeld door | Datum         | Score |
| --------------- | ------------- | ----- |
| AmigaInfo       | juni 1998     | 94%   |
| CU Amiga        | augustus 1998 | 94%   |
| Amiga Format    | juli 1998     | 89%   |